# Frozen Crown
Frozen Crown est un groupe de power metal italien formé en 2017 à Milan, en Lombardie. En 2018, le groupe a sorti son premier album, The Fallen King, qui a recueilli une exposition médiatique considérable. Quatre titres de l'album sont également sortis en single, notamment Kings, qui a dépassé le million de vues sur YouTube. Le deuxième album du groupe, Crowned In Frost, est sorti en 2019,. L'année suivante, trois des morceaux de l'album ont été transformés en vidéos, Neverending atteignant près de cinq millions de vues. 
En avril 2019, Frozen Crown a joué en dix lieux européens avec le groupe de metal israélien Desert et son compatriote italien Elvenking, tandis que l'été suivant, ils sont apparus au Metalfest en Tchéquie et au Sabaton Open Air en Suède. En février 2020, ils ont visité 13 villes européennes pour soutenir le groupe de metal britannique DragonForce.
En janvier 2021, il a été annoncé qu'Alberto Mezzanotte (basse), Thalìa Bellazecca (guitares) et Filippo Zavattari (batterie) avaient quitté le groupe en 2020 pour se concentrer sur des projets personnels.
Ces trois anciens membres sont remplacés respectivement par Francesco Zof, Fabiola "Sheena" Bellomo et Niso Tomasino. 
Frozen Crown, dans sa nouvelle formation, sort son troisième album, Winterbane, en avril 2021.

## Membres du groupe
Membres actuels
- Giada « Jade » Etro - voix (2017-présent)
- Federico Mondelli - voix, guitares, claviers (2017-présent)
- Fabiola "Sheena" Bellomo - guitares (2021-présent)
- Francesco Zof - basse (2021-présent)
- Niso Tomasini - batterie (2021-présent)
- Alessia Lanzone - guitares (2023–présent)

Anciens membres
- Thalia Bellazecca - guitares (2017-2020)
- Filippo Zavattari - basse (2017-2020)
- Alberto Mezzanotte - batterie (2017-2020)

## Discographie

### Albums studio
- 2018 : The Fallen King (Scarlet Records)
- 2019 : Crowned In Frost (Scarlet Records)
- 2021 : Winterbane (Scarlet Records)
- 2023 : Call of the North (Scarlet Records)
- 2024 : War Hearts (Scarlet Records)